# Eleven Days, Eleven Nights 2
Eleven Days, Eleven Nights 2 è un film del 1990 diretto da Joe D'Amato.
È il terzo e ultimo film, dopo Eleven Days, Eleven Nights (11 giorni, 11 notti) e Top Model, incentrato sul personaggio della scrittrice Sarah Asproon e l'unico con Kristine Rose protagonista in sostituzione di Jessica Moore, all'epoca già ritiratasi dall'ambiente cinematografico.

## Trama
Dopo essersi sposata e presto separata, Sarah Asproon viene richiamata a New Orleans come esecutrice testamentaria di Lionel Durrington, suo ex amante da poco deceduto, membro della famiglia più ricca della Louisiana, con l'incarico di stabilire, in undici giorni, chi tra i quattro eredi sia il solo degno di ricevere l'enorme patrimonio, d'importo ancora imprecisato. Ben presto Sarah scopre che, per motivi diversi, tutti hanno disperato bisogno di denaro e riesce a sedurre tre di loro, ma quando si dedica al quarto, Sonny, esibendosi pubblicamente davanti a lui in uno strip-club, scopre la fondatezza delle dicerie sulla sua impotenza.
Grazie a Dana, Sarah apprende inoltre che il disturbo di Sonny è insorto dopo avere visto la sua ex ragazza Francis narcotizzata e abusata davanti ai suoi occhi da Alfred, che contemporaneamente sta tramando in combutta con altri familiari, tra i quali la stessa moglie di Sonny, per farlo ricoverare in un istituto di cura dell'impotenza. Provvidenzialmente Sarah viene a conoscenza dell'intrigo, si traveste come Francis e riesce finalmente a sedurre anche Sonny, provocandone la completa guarigione e rivelandogli la sua vera identità solo alla fine.
Giunto il momento di decidere in vista della lettura del testamento, Sarah deve comunicare il nome dell'unico erede, ma lei ha stabilito che nessuno sia degno di ereditare il patrimonio e avrebbe optato di devolverlo in beneficenza, invece propone la suddivisione tra tutti gli eredi dell'importo indicato nel testamento a condizione che tutti prima sottoscrivano una liberatoria autorizzativa alla pubblicazione d'un libro che sveli gli inconfessabili segreti della famiglia, in caso vi fosse qualcuno contrario alla proposta e così tutti accettano unanimi di firmare. La successiva lettura del testamento indica che il patrimonio ammonta a ben 500 milioni di dollari, metà dei quali viene assegnata ai familiari e l'altra metà a persona d'identità a loro ignota.
Infine, Sarah si reca a visitare la tomba di Lionel e scopre che in realtà questi ha simulato la propria morte, assumendo proprio l'identità del beneficiario dell'altra metà del patrimonio, servendosi di lei per potersi rifare completamente una vita.